# Ковильне (Генічеський район)
Кови́льне — село в Україні, у Новотроїцькій селищній громаді Генічеського району Херсонської області. Населення становить 471 осіб.

## Історія
12 червня 2020 року, відповідно до розпорядження Кабінету Міністрів України № 713-р «Про визначення адміністративних центрів та затвердження територій територіальних громад Запорізької області», увійшло до складу Новотроїцької селищної громади.
17 липня 2020 року, в результаті адміністративно-територіальної реформи та ліквідації  Новотроїцького району, увійшло до складу Генічеського району.
24 лютого 2022 року село тимчасово окуповане російськими військами під час російсько-української війни.

## Населення

### Мова
Розподіл населення за рідною мовою за даними перепису 2001 року:
| Мова       | Відсоток |
| ---------- | -------- |
| українська | 92,14%   |
| російська  | 7,22%    |
| інші       | 0,64%    |